# Filosofia experimental
Filosofia experimental é um movimento filosófico emergente que busca combinar a investigação filosófica tradicional com a investigação empírica sistemática. Usando os métodos da ciência cognitiva, os filósofos experimentais realizam estudos experimentais que visam compreender como as pessoas normalmente pensam sobre algumas das questões fundamentais da filosofia. 
Os filósofos experimentais têm argumentado que os dados empíricos podem ter um efeito indirecto sobre questões filosóficas, permitindo uma melhor compreensão dos processos psicológicos subjacentes que levam às intuições filosóficas. Esta utilização de dados empíricos é amplamente vista como uma oposição à metodologia filosófica baseada, principalmente, na justificação a priori - às vezes chamada de "filosofia de cadeirão”. Há um desacordo generalizado acerca do que a filosofia experimental pode fazer, e vários filósofos têm produzido críticas.
A filosofia experimental começou por se concentrar em questões relacionadas com as diferenças interculturais, o livre-arbítrio e a filosofia da acção. Desde então, a filosofia experimental tem continuado a expandir-se para novas áreas de investigação.